# Гуммирование
Гуммирование — это процесс нанесения резинового покрытия на металлические или другие поверхности для улучшения их эксплуатационных характеристик. Термин происходит от немецкого слова «gummi» (резина). В России традиционно используется термин «обрезинивание». Гуммирование применяется для валов, роликов, колёс и других металлических осей, улучшая их устойчивость к износу, скольжению и коррозии.

## Производство
Процесс гуммирования включает подготовку поверхности, на которую будет наноситься резина, выбор метода нанесения и последующую обработку. Подготовка включает очистку и шлифовку поверхности для обеспечения хорошей адгезии. Резиновое покрытие может наноситься различными методами, такими как вулканизация, которая включает нагрев резины для улучшения её прочности и эластичности. После нанесения резины поверхность может проходить дополнительную обработку для достижения нужных характеристик.

## Применение
Гуммирование широко применяется в промышленности, транспортной сфере и упаковке. В производственных машинах гуммированные валы и ролики снижают износ, улучшают сцепление и уменьшают шум. В транспорте гуммирование колёс и роликов повышает долговечность и комфорт эксплуатации. В упаковочных машинах гуммированные элементы способствуют стабильному движению упаковочных материалов.

## История
Процесс гуммирования имеет долгую историю, начиная с первых применений резины в промышленности. С развитием технологий гуммирование стало более распространённым и разнообразным, находя применение в различных сферах производства и техники.

## Типы гуммирования
- Гуммирование валов: Нанесение резины на валы для повышения их прочности и долговечности, что особенно важно в производственных машинах.
- Гуммирование роликов: Улучшение сцепления и уменьшение шума в роликах, применяемых в транспорте и упаковке.
- Гуммирование колёс: Повышение долговечности и комфорта эксплуатации колёс, используемых в различных транспортных средствах и промышленном оборудовании.

## Материалы для гуммирования
- Синтетическая резина: Используется благодаря её стойкости к химическим веществам и температурным колебаниям.
- Натуральная резина: Применяется для гуммирования, требующего отличной эластичности и прочности.
- Композиционные материалы: Смеси синтетических и натуральных резин для достижения специфических эксплуатационных характеристик.

## Будущее
С развитием технологий и материалов процесс гуммирования продолжает эволюционировать. Исследования в области новых резиновых смесей и методов нанесения могут привести к улучшению эксплуатационных характеристик и расширению областей применения гуммирования.